# Hercostomus minimixtus
Hercostomus minimixtus är en tvåvingeart som beskrevs av Dyte och Smith 1980. Hercostomus minimixtus ingår i släktet Hercostomus och familjen styltflugor.
Artens utbredningsområde är Kongo. Inga underarter finns listade i Catalogue of Life.